# Spinaethorax tonoius
Spinaethorax tonoius es una especie de entognato colémbolo de la familia Neelidae. Fue descubierta en una cuevas del estado de Guerrero, en México.